# Beneditinos (ort)
Beneditinos är en ort i Brasilien.   Den ligger i kommunen Beneditinos och delstaten Piauí, i den östra delen av landet, 1 300 kilometer nordost om huvudstaden Brasília. Beneditinos ligger 118 meter över havet och antalet invånare är 5 005.
Terrängen runt Beneditinos är platt. Runt Beneditinos är det glesbefolkat, med 11 invånare per kvadratkilometer.. Det finns inga andra samhällen i närheten.
Omgivningarna runt Beneditinos är huvudsakligen savann.